# Lista atacurilor terestre cu S-300 din invazia Rusiei în Ucraina (2022–prezent)

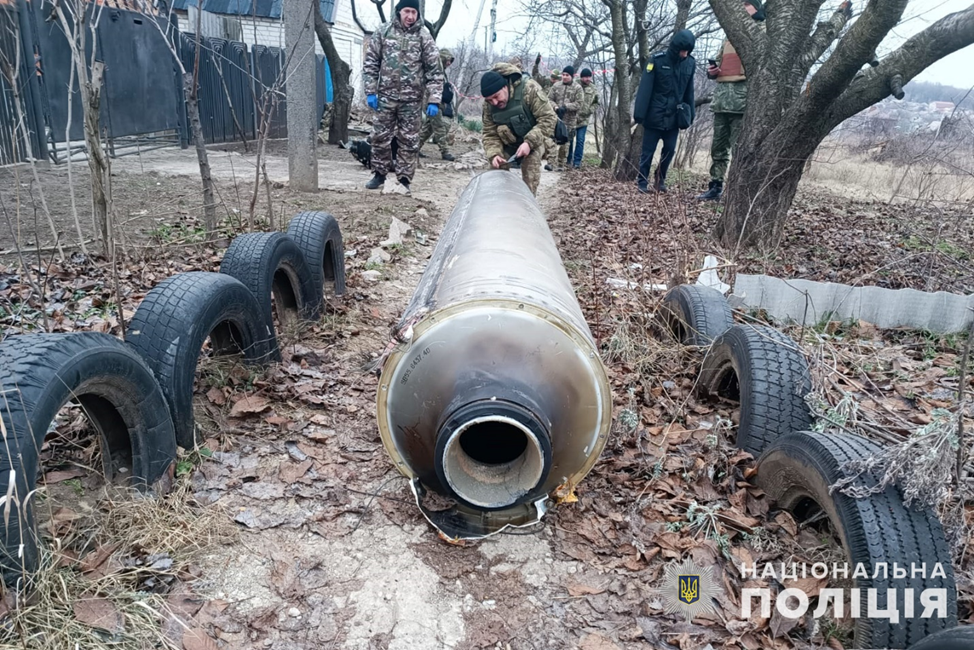
Rămășițele unei rachete rusești S-300 în urma unui atac asupra orașului Zaporijjea din 12 ianuarie 2023

Lista atacurilor terestre cu S-300 din cadrul invaziei Rusiei în Ucraina din 2022 conține atacuri ale părții ruse în care au fost folosite rachete sol-aer lansate de sistemul S-300 asupra unor ținte terestre. Sunt enumerate doar atacurile certificate în surse de încredere.
Drapelele din tabele semnifică țara care deținea controlul asupra obiectivelor lovite la momentul dat.
Cuprins:
- 2022 – ian · feb · mar · apr · mai · iun · iul · aug · sep · oct · noi · dec
- 2023 – ian · feb · mar · apr · mai · iun · iul · aug · sep · oct · noi · dec · Note · Vezi și

## Atacuri
| dată            | regiune                 | localitate                        | interceptate | obiective lovite victime: uciși \| răniți                          |
| --------------- | ----------------------- | --------------------------------- | ------------ | ------------------------------------------------------------------ |
| Iunie 2022      |                         |                                   |              |                                                                    |
| 19.06.2022      | regiunea Donețk         | regiunea Donețk                   | —            | infrastructură civilă victime: 2 \| 12                             |
| 24.06.2022      | regiunea Donețk         | regiunea Donețk                   | 1/1          | lovire accidentală a infrastructurii militare rusești              |
| 27.06.2022      | regiunea Donețk         | regiunea Donețk                   | —            | neidentificat                                                      |
| 30.06.2022      | regiunea Donețk         | regiunea Donețk                   | 0/19         | clădiri industriale și civile                                      |
| Iulie 2022      |                         |                                   |              |                                                                    |
| 09.07.2022      | regiunea Mîkolaiiv      | Nicolaev                          | 0/6          | infrastructură civilă                                              |
| 13.07.2022      | regiunea Mîkolaiiv      | Nicolaev                          | —            | infrastructură civilă                                              |
| 13.07.2022      | regiunea Harkov         | regiunea Harkov                   | 1/1          | interceptare de apărarea anti-rachetă a Ucrainei                   |
| 14.07.2022      | regiunea Mîkolaiiv      | Nicolaev                          | 0/9          | infrastructură civilă                                              |
| 14.07.2022      | regiunea Harkov         | Harkov                            | —            | infrastructură civilă                                              |
| 14.07.2022      | regiunea Harkov         | Harkov                            | —            | depou al metroului                                                 |
| 17.07.2022      | regiunea Mîkolaiiv      | Nicolaev                          | —            | infrastructură civilă                                              |
| 18.07.2022      | regiunea Mîkolaiiv      | Nicolaev                          | 0/11         | infrastructură civilă                                              |
| 18.07.2022      | regiunea Mîkolaiiv      | Nicolaev                          | 0/1          | Aeroportul Nicolaev                                                |
| 19.07.2022      | regiunea Herson         | Herson                            | 4/4          | au explodat în aer la lansare                                      |
| 21.07.2022      | regiunea Mîkolaiiv      | Nicolaev                          | 0/7          | infrastructură industrială                                         |
| 23.07.2022      | regiunea Mîkolaiiv      | Nicolaev                          | 0/6          | infrastructură industrială                                         |
| 25.07.2022      | regiunea Harkov         | Ciuguev                           | —            | infrastructură civilă                                              |
| 26.07.2022      | regiunea Mîkolaiiv      | regiunea Mîkolaiiv                | —/12         | infrastructură industrială                                         |
| 26.07.2022      | regiunea Harkov         | Harkov                            | —            | infrastructură civilă                                              |
| 27.07.2022      | regiunea Harkov         | Harkov                            | 0/2          | infrastructură civilă                                              |
| 28.07.2022      | regiunea Mîkolaiiv      | Nicolaev                          | —            | infrastructură civilă                                              |
| 28.07.2022      | regiunea Harkov         | Harkov                            | 0/2          | infrastructură industrială și civilă                               |
| 30.07.2022      | regiunea Harkov         | Harkov                            | —            | școală                                                             |
| 31.07.2022      | regiunea Harkov         | Harkov                            | —            | infrastructură industrială                                         |
| August 2022     |                         |                                   |              |                                                                    |
| 03.08.2022      | regiunea Mîkolaiiv      | Nicolaev                          | —            | infrastructură civilă victime: 0 \| 0                              |
| 03.08.2022      | regiunea Harkov         | Harkov                            | 0/2          | infrastructură industrială victime: 0 \| 0                         |
| 05.08.2022      | regiunea Harkov         | Ciuguev                           | 0/4          | infrastructură civilă victime: 0 \| 0                              |
| 06.08.2022      | regiunea Harkov         | Harkov                            | —            | infrastructură civilă victime: 0 \| 0                              |
| 07.08.2022      | regiunea Harkov         | Harkov                            | —            | infrastructură civilă victime: 0 \| 0                              |
| 10.08.2022      | regiunea Zaporijjea     | Kușuhum                           | —            | infrastructură civilă victime: 1 \| 0                              |
| 11.08.2022      | regiunea Donețk         | Kramatorsk                        | 0/1          | infrastructură civilă                                              |
| 12.08.2022      | regiunea Harkov         | Harkov                            | 0/4          | infrastructură civilă victime: 0 \| 0                              |
| 13.08.2022      | regiunea Harkov         | Harkov                            | 0/2          | infrastructură civilă victime: 0 \| 1                              |
| 13.08.2022      | regiunea Donețk         | regiunea Donețk                   | —            | infrastructură civilă                                              |
| 14.08.2022      | regiunea Harkov         | Slobojanske⁠(d)                    | 0/2          | infrastructură energetică și civilă victime: 0 \| 3                |
| 17.08.2022      | regiunea Mîkolaiiv      | Nicolaev                          | 0/2          | infrastructură civilă                                              |
| 18.08.2022      | regiunea Harkov         | Harkov                            | 0/7          | infrastructură civilă victime: 16 \| 18                            |
| 19.08.2022      | regiunea Harkov         | Harkov                            | 0/5          | infrastructură civilă victime: 1 \| 0                              |
| 19.08.2022      | regiunea Mîkolaiiv      | Nicolaev                          | 0/3          | infrastructură civilă victime: 0 \| 1                              |
| 20.08.2022      | regiunea Mîkolaiiv      | Nicolaev                          | —            | infrastructură civilă                                              |
| 21.08.2022      | regiunea Mîkolaiiv      | regiunea Mîkolaiiv                | —            | infrastructură civilă victime: 0 \| 0                              |
| 25.08.2022      | regiunea Mîkolaiiv      | Nicolaev                          | —            | infrastructură civilă                                              |
| 25.08.2022      | regiunea Donețk         | Slaviansk                         | —            | infrastructură civilă victime: 0 \| 0                              |
| 26.08.2022      | regiunea Donețk         | regiunea Donețk                   | —            | infrastructură civilă                                              |
| 28.08.2022      | regiunea Harkov         | Harkov                            | —            | infrastructură civilă                                              |
| 29.08.2022      | regiunea Mîkolaiiv      | Nicolaev                          | 0/16         | infrastructură civilă victime: 2 \| 24                             |
| 31.08.2022      | regiunea Harkov         | Harkov                            | 0/1          | infrastructură civilă victime: 0 \| 2                              |
| 31.08.2022      | regiunea Belgorod       | regiunea Belgorod                 | —            | s-a prăbușit la scurt timp după lansare                            |
| Septembrie 2022 |                         |                                   |              |                                                                    |
| 02.09.2022      | regiunea Harkov         | Harkov                            | 0/1          | infrastructură civilă victime: 0 \| 0                              |
| 03.09.2022      | regiunea Harkov         | Harkov                            | 0/1          | infrastructură civilă victime: 0 \| 0                              |
| 04.09.2022      | regiunea Harkov         | Harkov                            | 0/1          | infrastructură civilă victime: 0 \| 0                              |
| 05.09.2022      | regiunea Mîkolaiiv      | Oceac                             | —            | infrastructură civilă victime: 0 \| 0                              |
| 05.09.2022      | regiunea Mîkolaiiv      | Nicolaev                          | —            | infrastructură civilă victime: 0 \| 0                              |
| 06.09.2022      | regiunea Harkov         | Harkov                            | 0/2          | infrastructură civilă victime: 0 \| 0                              |
| 06.09.2022      | regiunea Donețk         | Slaviansk                         | 0/1          | infrastructură civilă                                              |
| 08.09.2022      | regiunea Harkov         | regiunea Harkov                   | 0/5          | infrastructură civilă victime: 0 \| 7                              |
| 10.09.2022      | regiunea Dnipropetrovsk | raionul Sînelnîkove               | 0/6          | fermă                                                              |
| 10.09.2022      | regiunea Mîkolaiiv      | Nicolaev                          | —            | infrastructură civilă victime: 0 \| 0                              |
| 11.09.2022      | regiunea Harkov         | Harkov                            | 0/1          | infrastructură civilă victime: 0 \| 0                              |
| 17.09.2022      | regiunea Donețk         | Kramatorsk                        | —            | infrastructură civilă victime: 0 \| 5                              |
| 19.09.2022      | regiunea Donețk         | Kramatorsk                        | —            | infrastructură civilă victime: 0 \| 0                              |
| 20.09.2022      | regiunea Zaporijjea     | regiunea Zaporijjea               | —            | neidentificat victime: 0 \| 0                                      |
| 20.09.2022      | regiunea Donețk         | Slaviansk                         | —            | infrastructură industrială victime: 0 \| 0                         |
| 22.09.2022      | regiunea Zaporijjea     | Zaporijjea                        | —            | infrastructură civilă victime: 1 \| 5                              |
| 27.09.2022      | regiunea Zaporijjea     | regiunea Zaporijjea               | 0/10         | infrastructură civilă victime: 0 \| 0                              |
| 28.09.2022      | regiunea Donețk         | Mîkolaivka                        | —            | infrastructură civilă victime: 1 \| 0                              |
| 30.09.2022      | regiunea Zaporijjea     | regiunea Zaporijjea               | 0/16         | coloană de autovehicule civile victime: 30 \| 118                  |
| 30.09.2022      | regiunea Mîkolaiiv      | Nicolaev                          | —            | infrastructură civilă victime: 0 \| 0                              |
| Octombrie 2022  |                         |                                   |              |                                                                    |
| 01.10.2022      | regiunea Mîkolaiiv      | Nicolaev                          | —            | infrastructură civilă                                              |
| 02.10.2022      | regiunea Zaporijjea     | Zaporijjea                        | 0/4          | infrastructură industrială victime: 0 \| 0                         |
| 02.10.2022      | regiunea Mîkolaiiv      | Nicolaev                          | —            | infrastructură civilă victime: 0 \| 7                              |
| 03.10.2022      | regiunea Zaporijjea     | Zaporijjea                        | 0/10         | infrastructură civilă victime: 0 \| 0                              |
| 04.10.2022      | regiunea Harkov         | Harkov                            | 0/2          | infrastructură critică victime: 1 \| 0                             |
| 07.10.2022      | regiunea Zaporijjea     | Zaporijjea                        | —            | infrastructură civilă                                              |
| 08.10.2022      | regiunea Harkov         | Harkov                            | 0/5          | infrastructură civilă                                              |
| 09.10.2022      | regiunea Zaporijjea     | Zaporijjea                        | 0/16         | clădiri de locuit victime: 13 \| 89                                |
| 10.10.2022      | regiunea Mîkolaiiv      | Nicolaev                          | 0/10         | infrastructură civilă                                              |
| 10.10.2022      | regiunea Zaporijjea     | Zaporijjea                        | 0/7          | infrastructură critică                                             |
| 10.10.2022      | regiunea Donețk         | Slaviansk                         | 0/1          | infrastructură civilă victime: 4 \| 1                              |
| 11.10.2022      | regiunea Zaporijjea     | Zaporijjea                        | 0/12         | infrastructură civilă victime: 1 \| 0                              |
| 12.10.2022      | regiunea Zaporijjea     | regiunea Zaporijjea               | 0/7          | infrastructură civilă victime: 0 \| 3                              |
| 13.10.2022      | regiunea Harkov         | Harkov                            | 0/2          | drum, extravilan                                                   |
| 13.10.2022      | regiunea Mîkolaiiv      | Nicolaev                          | 0/8          | clădire de locuit și alte obiective civile                         |
| 18.10.2022      | regiunea Mîkolaiiv      | Nicolaev                          | —            | infrastructură civilă                                              |
| 19.10.2022      | regiunea Zaporijjea     | regiunea Zaporijjea               | —            | infrastructură critică                                             |
| 20.10.2022      | regiunea Mîkolaiiv      | Nicolaev                          | —            | infrastructură civilă                                              |
| 20.10.2022      | regiunea Zaporijjea     | Komîșuvaha                        | —            | infrastructură civilă                                              |
| 21.10.2022      | regiunea Zaporijjea     | Zaporijjea                        | —            | infrastructură civilă                                              |
| 23.10.2022      | regiunea Mîkolaiiv      | Nicolaev                          | —            | infrastructură civilă                                              |
| 23.10.2022      | regiunea Zaporijjea     | regiunea Zaporijjea               | —            | infrastructură civilă                                              |
| 24.10.2022      | regiunea Harkov         | Kupeansk                          | —            | infrastructură civilă                                              |
| 28.10.2022      | regiunea Mîkolaiiv      | Nicolaev                          | —            | infrastructură civilă victime: 0 \| 1                              |
| 31.10.2022      | regiunea Zaporijjea     | centrala hidroelectrică Dnipro⁠(d) | 0/22         | infrastructură energetică victime: 1 \| 13                         |
| 31.10.2022      | regiunea Harkov         | Harkov                            | 0/22         | infrastructură energetică victime: 1 \| 13                         |
| Noiembrie 2022  |                         |                                   |              |                                                                    |
| 01.11.2022      | regiunea Mîkolaiiv      | Nicolaev                          | 0/4          | infrastructură civilă victime: 1 \| 0                              |
| 03.11.2022      | regiunea Harkov         | Harkov                            | —            | infrastructură civilă victime: 0 \| 0                              |
| 03.11.2022      | regiunea Mîkolaiiv      | Nicolaev                          | —            | infrastructură civilă victime: 0 \| 0                              |
| 04.11.2022      | regiunea Zaporijjea     | raionul Zaporijjea                | —            | extravilan victime: 0 \| 0                                         |
| 05.11.2022      | regiunea Donețk         | Drujkivka                         | —            | extravilan victime: 0 \| 0                                         |
| 06.11.2022      | regiunea Zaporijjea     | Zaporijjea                        | —            | infrastructură civilă victime: 1 \| 0                              |
| 08.11.2022      | regiunea Zaporijjea     | raionul Zaporijjea                | 0/2          | infrastructură civilă victime: 0 \| 0                              |
| 09.11.2022      | regiunea Donețk         | Kurahove                          | —            | infrastructură civilă                                              |
| 09.11.2022      | regiunea Harkov         | Volceansk                         | —            | obiect de infrastructură                                           |
| 09.11.2022      | regiunea Harkov         | Kupiansk                          | —            | infrastructură civilă                                              |
| 10.11.2022      | regiunea Zaporijjea     | raionul Vilneansk                 | 0/2          | infrastructură agricolă                                            |
| 11.11.2022      | regiunea Mîkolaiiv      | Nicolaev                          | —            | infrastructură civilă victime: 6 \| 2                              |
| 13.11.2022      | regiunea Harkov         | Harkov                            | 0/3          | infrastructură industrială victime: 0 \| 0                         |
| 13.11.2022      | regiunea Harkov         | Șevcenkove⁠(d)                     | 0/7          | infrastructură civilă victime: 0 \| 2                              |
| 15.11.2022      | regiunea Zaporijjea     | Zaporijjea                        | 0/4          | suburbie victime: 0 \| 0                                           |
| 15.11.2022      | regiunea Harkov         | Harkov                            | 0/2          | infrastructură energetică victime: 3 \| 17                         |
| 15.11.2022      | regiunea Harkov         | raionul Ciuhuiv                   | 0/4          | infrastructură energetică victime: 3 \| 17                         |
| 15.11.2022      | regiunea Donețk         | Șahtarske⁠(d)                      | 0/2+         | neidentificat victime: 0 \| 0                                      |
| 17.11.2022      | regiunea Zaporijjea     | Vilneansk                         | 0/3          | clădire de locuit victime: 10 \| 0                                 |
| 18.11.2022      | regiunea Harkov         | Harkov                            | 0/5          | infrastructură industrială                                         |
| 18.11.2022      | regiunea Harkov         | Harkov                            | 0/5          | infrastructură civilă victime: 1 \| 0                              |
| 18.11.2022      | regiunea Zaporijjea     | raionul Zaporijjea                | —            | infrastructură civilă victime: 0 \| 0                              |
| 19.11.2022      | regiunea Harkov         | Starovirivka⁠(d)                   | 0/2          | școală victime: 0 \| 3                                             |
| 20.11.2022      | regiunea Harkov         | Kupiansk                          | 0/2          | infrastructură civilă                                              |
| 21.11.2022      | regiunea Zaporijjea     | raionul Zaporijjea                | 0/2          | infrastructură civilă victime: 0 \| 0                              |
| 23.11.2022      | regiunea Zaporijjea     | Vilneansk                         | —            | maternitate victime: 1 \| 2                                        |
| 24.11.2022      | regiunea Zaporijjea     | raionul Zaporijjea                | —            | infrastructură civilă victime: 0 \| 0                              |
| 25.11.2022      | regiunea Donețk         | Drobîșeve⁠(d)                      | —            | infrastructură civilă victime: 0 \| 0                              |
| 25.11.2022      | regiunea Donețk         | Slaviansk                         | —            | infrastructură civilă victime: 0 \| 0                              |
| 25.11.2022      | regiunea Harkov         | raionul Ciuhuiv                   | —            | neidentificat victime: 0 \| 0                                      |
| 27.11.2022      | regiunea Zaporijjea     | raionul Zaporijjea                | —            | infrastructură agricolă victime: 0 \| 0                            |
| 30.11.2022      | regiunea Zaporijjea     | raionul Zaporijjea                | —            | infrastructură civilă victime: 0 \| 0                              |
| Decembrie 2022  |                         |                                   |              |                                                                    |
| 02.12.2022      | regiunea Harkov         | Kluhîno-Bașkîrivka⁠(d)             | 0/1          | clădire de locuit victime: 0 \| 2                                  |
| 02.12.2022      | regiunea Zaporijjea     | Zaporijjea                        | 0/3          | infrastructură industrială și civilă                               |
| 03.12.2022      | regiunea Zaporijjea     | Vilneansk                         | 0/2          | infrastructură civilă victime: 0 \| 0                              |
| 05.12.2022      | regiunea Zaporijjea     | Zaporijjea                        | —            | infrastructură industrială și civilă victime: 2 \| 2               |
| 06.12.2022      | regiunea Donețk         | Malotaranivka⁠(d)                  | 0/3          | infrastructură civilă                                              |
| 07.12.2022      | regiunea Zaporijjea     | raionul Zaporijjea                | —            | infrastructură civilă victime: 0 \| 3                              |
| 08.12.2022      | regiunea Harkov         | Zolociv⁠(d)                        | 1/1          | interceptare de apărarea anti-rachetă a Ucrainei victime: 0 \| 0   |
| 13.12.2022      | regiunea Zaporijjea     | Komîșuvaha                        | 0/2          | infrastructură civilă victime: 0 \| 0                              |
| 13.12.2022      | regiunea Harkov         | Kupiansk                          | —            | infrastructură civilă victime: 0 \| 1                              |
| 14.12.2022      | regiunea Harkov         | Kupiansk                          | —            | infrastructură civilă victime: 0 \| 1                              |
| 16.12.2022      | regiunea Harkov         | regiunea Harkov                   | 0/10         | infrastructură energetică                                          |
| 16.12.2022      | regiunea Zaporijjea     | regiunea Zaporijjea               | 0/21         | infrastructură energetică victime: 0 \| 0                          |
| 16.12.2022      | regiunea Herson         | Kahovka                           | —            | uzină, clădire de locuit                                           |
| 20.12.2022      | regiunea Herson         | Herson                            | —            | infrastructură civilă                                              |
| 22.12.2022      | regiunea Harkov         | Harkov                            | —            | neidentificat victime: 0 \| 0                                      |
| 23.12.2022      | regiunea Donețk         | Kramatorsk                        | 0/2          | infrastructură civilă victime: 0 \| 0                              |
| 24.12.2022      | regiunea Herson         | Kahovka                           | —            | infrastructură civilă                                              |
| 29.12.2022      | regiunea Zaporijjea     | comuna Stepne                     | 0/3          | infrastructură civilă victime: 0 \| 0                              |
| 29.12.2022      | regiunea Harkov         | Harkov                            | 0/4          | infrastructură energetică                                          |
| 31.12.2022      | regiunea Donețk         | Liman                             | 0/1          | sector de poliție victime: 0 \| 1                                  |
| Ianuarie 2023   |                         |                                   |              |                                                                    |
| 01.01.2023      | regiunea Donețk         | Mîkolaivka                        | —            | infrastructură civilă                                              |
| 04.01.2023      | regiunea Zaporijjea     | Zaporijjea                        | —            | infrastructură civilă victime: 0 \| 1                              |
| 07.01.2023      | regiunea Harkov         | Merefa                            | 0/3          | întreprindere petrolieră victime: 1 \| 1                           |
| 07.01.2023      | regiunea Zaporijjea     | Zaporijjea                        | —            | infrastructură civilă                                              |
| 08.01.2023      | regiunea Harkov         | regiunea Harkov                   | 0/5          | neidentificat                                                      |
| 09.01.2023      | regiunea Harkov         | Șevcenkove⁠(d)                     | —            | infrastructură civilă victime: 2 \| 5                              |
| 10.01.2023      | regiunea Herson         | Herson                            | —            | infrastructură civilă                                              |
| 12.01.2023      | regiunea Zaporijjea     | Zaporijjea                        | —            | infrastructură civilă victime: 0 \| 0                              |
| 14.01.2023      | regiunea Harkov         | Harkov                            | —            | infrastructură energetică                                          |
| 14.01.2023      | regiunea Zaporijjea     | Zaporijjea                        | 0/2+         | infrastructură industrială victime: 0 \| 0                         |
| 16.01.2023      | regiunea Zaporijjea     | Zaporijjea                        | —            | infrastructură civilă victime: 0 \| 5                              |
| 19.01.2023      | regiunea Zaporijjea     | regiunea Zaporijjea               | —            | extravilan victime: 0 \| 0                                         |
| 20.01.2023      | regiunea Donețk         | Kramatorsk                        | 0/3          | infrastructură civilă victime: 0 \| 0                              |
| 22.01.2023      | regiunea Harkov         | Pisociîn⁠(d)                       | —            | infrastructură civilă victime: 0 \| 0                              |
| 22.01.2023      | regiunea Zaporijjea     | regiunea Zaporijjea               | 0/2+         | infrastructură civilă victime: 0 \| 0                              |
| 26.01.2023      | regiunea Zaporijjea     | regiunea Zaporijjea               | 0/2          | obiect de infrastructură                                           |
| 27.01.2023      | regiunea Harkov         | Kupiansk                          | —            | infrastructură civilă victime: 0 \| 0                              |
| 29.01.2023      | regiunea Harkov         | Harkov                            | —            | clădire de locuit victime: 1 \| 3                                  |
| 31.01.2023      | regiunea Sumî           | Șostka                            | 0/1          | infrastructură industrială victime: 0 \| 2                         |
| Februarie 2023  |                         |                                   |              |                                                                    |
| 02.02.2023      | regiunea Donețk         | Kramatorsk                        | 0/2          | infrastructură civilă victime: 0 \| 6                              |
| 03.02.2023      | regiunea Harkov         | Barvenkovo                        | 0/2+         | infrastructură civilă victime: 2 \| 1                              |
| 05.02.2023      | regiunea Donețk         | Drujkivka                         | 0/2          | infrastructură civilă victime: 0 \| 5                              |
| 05.02.2023      | regiunea Harkov         | Harkov                            | 0/2          | infrastructură civilă victime: 0 \| 1                              |
| 07.02.2023      | regiunea Harkov         | Harkov                            | 0/6+         | infrastructură civilă                                              |
| 08.02.2023      | regiunea Donețk         | Drujkivka                         | —            | infrastructură industrială și clădiri de locuit                    |
| 09.02.2023      | regiunea Donețk         | Kramatorsk                        | 0/2          | infrastructură civilă                                              |
| 10.02.2023      | regiunea Harkov         | Harkov                            | 0/35         | infrastructură energetică și civilă victime: 0 \| 8                |
| 10.02.2023      | regiunea Zaporijjea     | regiunea Zaporijjea               | 0/35         | infrastructură energetică și civilă                                |
| 11.02.2023      | regiunea Donețk         | Drujkivka                         | 0/1          | infrastructură civilă                                              |
| 11.02.2023      | regiunea Harkov         | Harkov                            | —            | infrastructură industrială                                         |
| 14.02.2023      | regiunea Donețk         | raionul Kramatorsk                | 0/2          | infrastructură civilă                                              |
| 14.02.2023      | regiunea Harkov         | Kupiansk                          | —            | infrastructură civilă                                              |
| 15.02.2023      | regiunea Harkov         | Kupiansk                          | —            | infrastructură civilă                                              |
| 16.02.2023      | regiunea Harkov         | Harkov                            | 0/5          | obiecte de infrastructură victime: 0 \| 0                          |
| 17.02.2023      | regiunea Donețk         | Pokrovsk                          | 0/2          | infrastructură civilă                                              |
| 20.02.2023      | regiunea Belgorod       | regiunea Belgorod                 | —            | s-au prăbușit la scurt timp după lansare                           |
| 22.02.2023      | regiunea Harkov         | Harkov                            | —            | neidentificat                                                      |
| 23.02.2023      | regiunea Harkov         | raionul Kupeansk                  | 0/1          | infrastructură civilă victime: 0 \| 1                              |
| 24.02.2023      | regiunea Belgorod       | regiunea Belgorod                 | —            | s-au prăbușit la scurt timp după lansare                           |
| 24.02.2023      | regiunea Donețk         | Liman                             | 0/2          | infrastructură civilă                                              |
| 24.02.2023      | regiunea Donețk         | Kosteantînivka                    | 0/1          | infrastructură civilă                                              |
| 27.02.2023      | regiunea Zaporijjea     | Zaporijjea                        | 0/2          | obiect de infrastructură victime: 0 \| 0                           |
| Martie 2023     |                         |                                   |              |                                                                    |
| 01.03.2023      | regiunea Harkov         | Ciuguev                           | 0/3          | clădire de apartamente și instituție de învățământ victime: 0 \| 2 |
| 02.03.2023      | regiunea Zaporijjea     | Zaporijjea                        | 0/3          | clădire de apartamente victime: 13 \| 17                           |
| 02.03.2023      | regiunea Donețk         | Kramatorsk                        | 0/2          | infrastructură civilă victime: 0 \| 6                              |
| 05.03.2023      | regiunea Donețk         | Hrîșîne⁠(d)                        | —            | infrastructură civilă                                              |
| 06.03.2023      | regiunea Belgorod       | Novîi Oskol⁠(d)                    | —            | lansare nereușită                                                  |
| 06.03.2023      | regiunea Donețk         | Kramatorsk                        | —            | infrastructură civilă victime: 0 \| 0                              |
| 09.03.2023      | regiunea Harkov         | regiunea Harkov                   | 0/4          | infrastructură critică                                             |
| 09.03.2023      | regiunea Harkov         | Harkov                            | 0/11         | infrastructură critică                                             |
| 09.03.2023      | regiunea Zaporijjea     | regiunea Zaporijjea               | 0/5          | infrastructură critică victime: 0 \| 0                             |
| 10.03.2023      | regiunea Donețk         | Kosteantînivka                    | —            | infrastructură civilă victime: 0 \| 8                              |
| 13.03.2023      | regiunea Donețk         | Slaviansk                         | 0/1          | infrastructură civilă                                              |
| 13.03.2023      | regiunea Donețk         | Liman                             | —            | infrastructură civilă                                              |
| 15.03.2023      | regiunea Harkov         | Harkov                            | 0/2+         | infrastructură civilă                                              |
| 17.03.2023      | regiunea Harkov         | Velîkîi Burluk⁠(d)                 | 0/2+         | infrastructură civilă victime: 0 \| 0                              |
| 18.03.2023      | regiunea Zaporijjea     | Zaporijjea                        | 0/4+         | infrastructură industrială și civilă victime: 0 \| 0               |
| 24.03.2023      | regiunea Donețk         | Kosteantînivka                    | 0/2+         | adăpost antiaerian victime: 3 \| 2                                 |
| 25.03.2023      | regiunea Donețk         | Kramatorsk                        | 0/2          | infrastructură civilă                                              |
| 27.03.2023      | regiunea Donețk         | Slaviansk                         | 0/2          | infrastructură civilă victime: 2 \| 29                             |
| 27.03.2023      | regiunea Donețk         | Drujkivka                         | 0/2          | orfelinat victime: 0 \| 0                                          |
| 28.03.2023      | regiunea Harkov         | Bogoduhov                         | 0/2          | clădiri de locuit și grădiniță victime: 0 \| 1                     |
| 30.03.2023      | regiunea Donețk         | Drujkivka                         | 0/2          | infrastructură civilă și feroviară victime: 0 \| 0                 |
| 31.03.2023      | regiunea Donețk         | Kramatorsk                        | —            | clădiri de locuit                                                  |
| 31.03.2023      | regiunea Harkov         | Harkov                            | 0/6          | clădire de locuit și automobile                                    |
| 31.03.2023      | regiunea Harkov         | regiunea Harkov                   | 3/3          | au explodat în zbor                                                |
| Aprilie 2023    |                         |                                   |              |                                                                    |
| 02.04.2023      | regiunea Donețk         | Kosteantînivka                    | 0/2          | clădiri de locuit, instituție preșcolară victime: 6 \| 11          |
| 02.04.2023      | regiunea Donețk         | Kurahove                          | —            | clădiri de locuit, biserică                                        |
| 04.04.2023      | regiunea Donețk         | Torețk                            | 0/2          | infrastructură civilă                                              |
| 05.04.2023      | regiunea Donețk         | Serhiivka⁠(d)                      | —            | întreprindere, automobil victime: 1 \| 0                           |
| 05.04.2023      | regiunea Donețk         | Kosteantînivka                    | —            | infrastructură industrială victime: 0 \| 0                         |
| 09.04.2023      | regiunea Zaporijjea     | Zaporijjea                        | 0/2          | clădire de locuit victime: 2 \| 1                                  |
| 09.04.2023      | regiunea Donețk         | Kosteantînivka                    | 0/2          | infrastructură civilă                                              |
| 10.04.2023      | regiunea Donețk         | Kramatorsk                        | 0/4          | neidentificat                                                      |
| 12.04.2023      | regiunea Donețk         | Slaviansk                         | 0/2          | clădiri de locuit, școală, clădire administrativă                  |
| 14.04.2023      | regiunea Donețk         | Slaviansk                         | 0/7          | clădiri de locuit victime: 9 \| ?                                  |
| 16.04.2023      | regiunea Mîkolaiiv      | Snihurivka                        | 0/10         | intravilan victime: 2 \| 0                                         |
| 16.04.2023      | regiunea Zaporijjea     | regiunea Zaporijjea               | 0/7+         | biserică victime: 0 \| 0                                           |
| 22.04.2023      | regiunea Harkov         | Harkov                            | 1/7          | infrastructură civilă; o rachetă a explodat în zbor                |
| 24.04.2023      | regiunea Donețk         | Kramatorsk                        | 0/2          | infrastructură civilă victime: 0 \| 0                              |
| 24.04.2023      | regiunea Donețk         | Slaviansk                         | 0/2+         | infrastructură civilă victime: 0 \| 0                              |
| 25.04.2023      | regiunea Harkov         | Kupiansk                          | —            | muzeu victime: 1 \| 10                                             |
| Mai 2023        |                         |                                   |              |                                                                    |
| 01.05.2023      | regiunea Donețk         | regiunea Donețk                   | —            | neidentificat                                                      |
| 03.05.2023      | regiunea Zaporijjea     | Zaporijjea                        | 0/2+         | clădiri de locuit victime: 0 \| 9                                  |
| 05.05.2023      | regiunea Donețk         | Kramatorsk                        | 0/2          | grădiniță, colegiu, clădiri de locuit victime: 0 \| 0              |
| 07.05.2023      | regiunea Harkov         | Balakleia                         | 0/2          | parcare auto victime: 0 \| 7                                       |
| 09.05.2023      | regiunea Harkov         | Kupiansk                          | 0/5          | clădiri de locuit                                                  |
| 09.05.2023      | regiunea Donețk         | Kosteantînivka                    | 0/5          | clădiri de locuit                                                  |
| 09.05.2023      | regiunea Donețk         | Kramatorsk                        | 0/5          | clădiri de locuit                                                  |
| 09.05.2023      | regiunea Donețk         | Slaviansk                         | 0/5          | clădiri de locuit                                                  |
| 10.05.2023      | regiunea Donețk         | Kosteantînivka                    | 0/1          | infrastructură civilă victime: 0 \| ?                              |
| 14.05.2023      | regiunea Harkov         | Harkov                            | 0/1+         | infrastructură civilă victime: 0 \| 0                              |
| 14.05.2023      | regiunea Harkov         | Zolociv⁠(d)                        | 0/2+         | infrastructură civilă victime: 0 \| 0                              |
| 16.05.2023      | regiunea Donețk         | Kosteantînivka                    | 0/2          | infrastructură civilă                                              |
| 18.05.2023      | regiunea Harkov         | Țîrkunî⁠(d)                        | 0/1          | clădire de locuit victime: 1 \| 2                                  |
| 22.05.2023      | regiunea Dnipropetrovsk | regiunea Dnipropetrovsk           | 0/5          | neidentificat                                                      |
| 26.05.2023      | regiunea Harkov         | regiunea Harkov                   | 0/7          | neidentificat                                                      |
| 26.05.2023      | regiunea Dnipropetrovsk | Dnipro                            | 0/7          | neidentificat                                                      |
| 26.05.2023      | regiunea Dnipropetrovsk | Dnipro                            | 0/2+         | spital și clinică veterinară victime: 5 \| 23                      |
| Iunie 2023      |                         |                                   |              |                                                                    |
| 02.06.2023      | regiunea Harkov         | raionul Ciuhuiv                   | 0/2          | masiv forestier victime: 0 \| 0                                    |
| 04.06.2023      | regiunea Harkov         | Ciuguev                           | 0/3          | centrul localității victime: 0 \| 0                                |
| 07.06.2023      | regiunea Harkov         | raionul Ciuhuiv                   | —            | neidentificat                                                      |
| 20.06.2023      | regiunea Zaporijjea     | regiunea Zaporijjea               | 0/7          | infrastructură civilă și agricolă victime: 0 \| 0                  |